# 克拉恰尼夫卡
49°56′42″N 27°18′36″E / 49.94500°N 27.31000°E
克拉恰尼夫卡（烏克蘭語：Крачанівка），是烏克蘭西部的村莊，隸屬赫梅利尼茨基州的舍佩蒂夫卡區。該村始建於1759年，面積0.7平方公里，海拔高度284米，2001年人口234，人口密度每平方公里336.2人。